# Vizelj Park
Vizelj Park (in serbo Визељ парк?), già noto come Špinjata, è uno stadio di calcio situato a Borča, comune nei pressi di Belgrado. È di proprietà del Fudbalski klub BSK Borča. 

## Storia
Lo stadio si trova nella stessa posizione dal 1937 e per molto tempo fu poco altro che un campo di periferia, fino a quando negli anni '90 venne costruita la tribina Zapad. Nel 2007, la tribuna venne dotata di seggiolini.
Nel 2009, con la promozione nella massima divisione, iniziarono i lavori di ristrutturazione della tribuna ed il club giocò le sue partite interne allo Stadio Omladinski, per inaugurare l'impianto rinnovato nel 2011, alla quinta giornata di campionato, il 16 settembre 2011, in occasione dell'incontro con il Radnički Niŝ, con una capacità portata a circa 3.000 spettatori.
Il progetto per il futuro prevede di costruire tre nuove tribune e aumentare la capienza totale dello stadio a 8.000 posti a sedere.
Il complesso sportivo comprende anche un palazzetto dello sport, un hotel e un ristorante con circa 250 posti.

## Galleria d'immagini

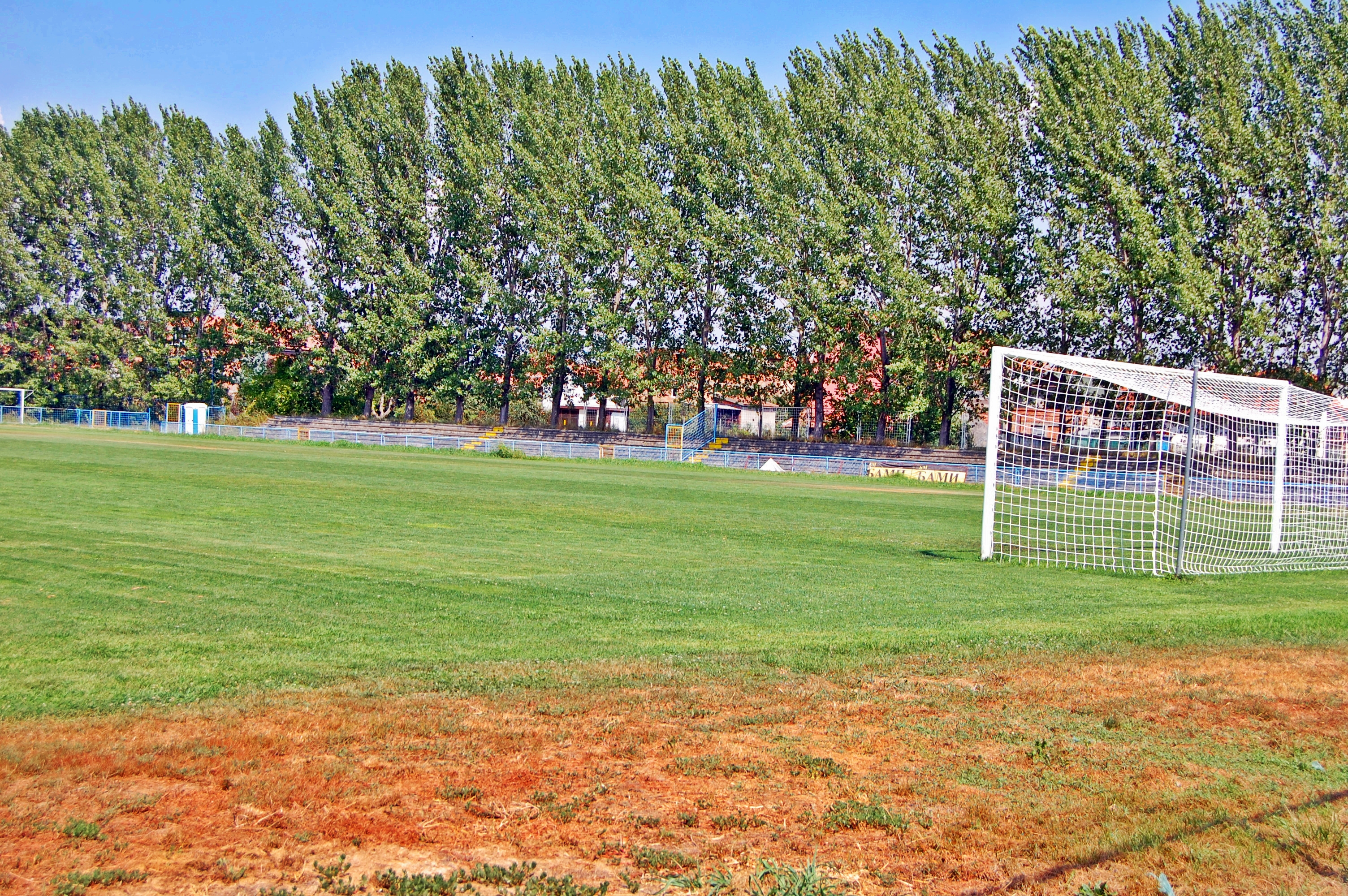
Tribuna Est
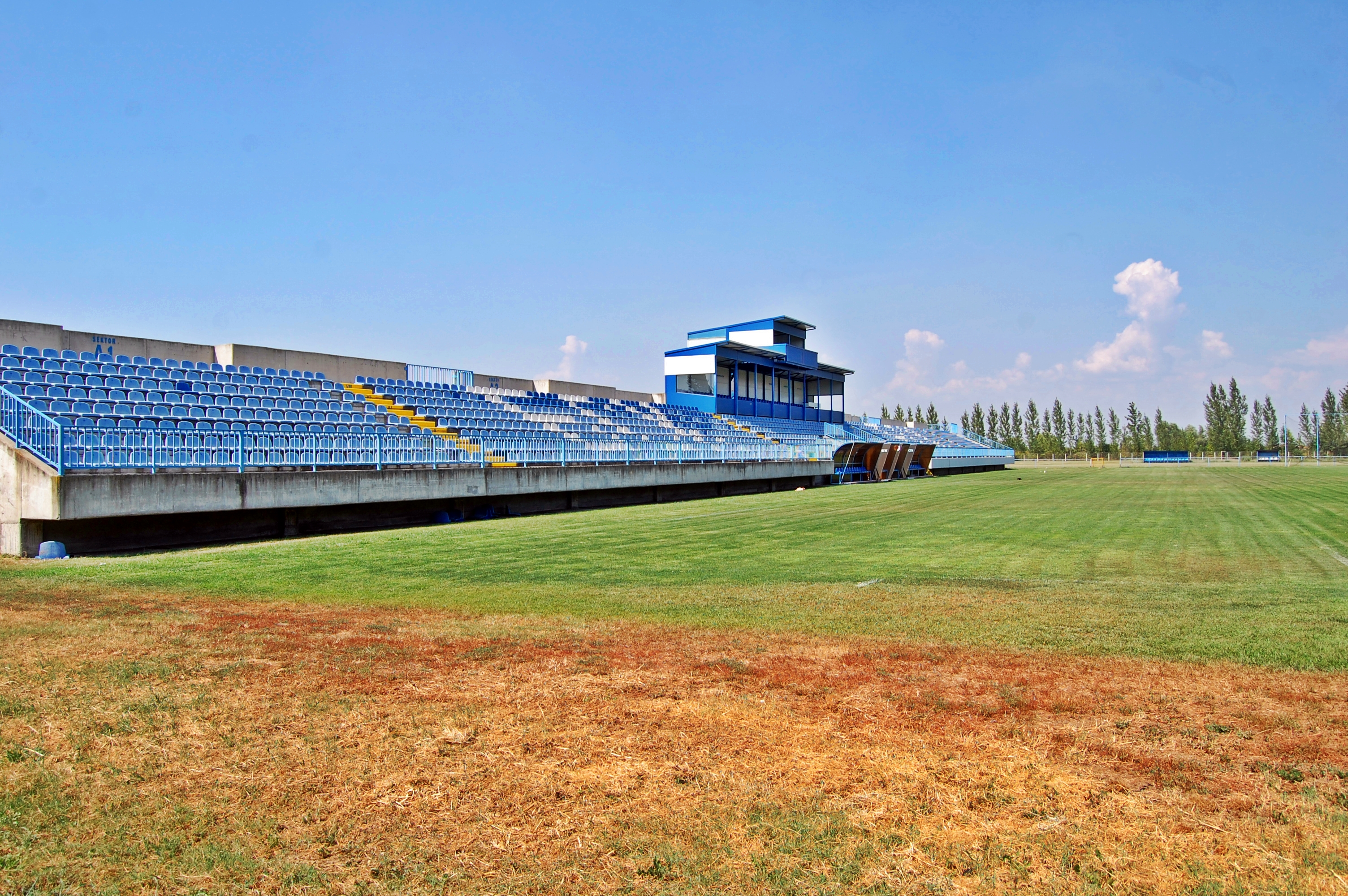
Tribuna Ovest
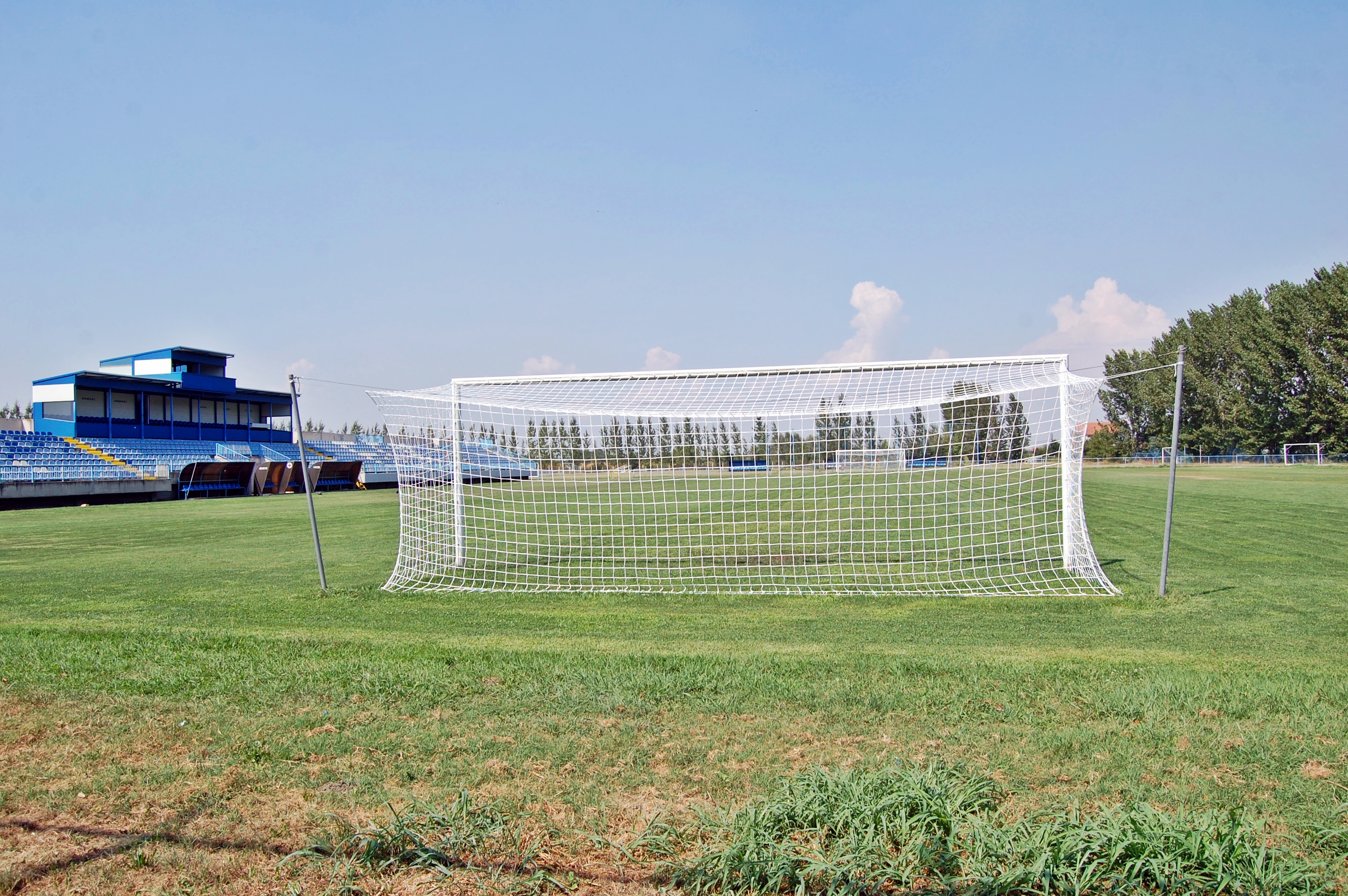
Panorama